# Morgan Sanson
Morgan Sanson (Saint-Doulchard, 18 de agosto de 1994) é um futebolista profissional francês que atua como meia. Atualmente, joga no Nice.

## Carreira
Morgan Sanson começou a carreira no Le Mans.
Em 2024 acertou sua ida em definitivo para o Nice.